# 邹人昌
鄒人昌（1577年—？年），字天策，號宸柱，湖廣黃州府麻城縣人，明朝官員。

## 生平
庚子湖廣鄉試六十二名舉人，萬曆三十八年庚戌科會試九十八名，第三甲第二百十三名進士。都察院觀政，授直隸上海縣知縣，四十三年論降，四十五年左遷淮安府知事，丁艱。。

## 家族
曾祖鄒東皐，庠生；祖鄒少橫，庠生；父鄒見雲，衡水知縣；母夏氏。嚴侍下，妻封氏，繼妻張氏。兄邹之易（同科进士，見任兵部主事）；道昌（庠生）；鎮昌（庠生）；之璋；之□（庠生）；之傑。弟近昌；颐昌；雄昌。子全壽；黃甲（庠生）；魁甲；宮甲；座甲。